# Resistência austríaca

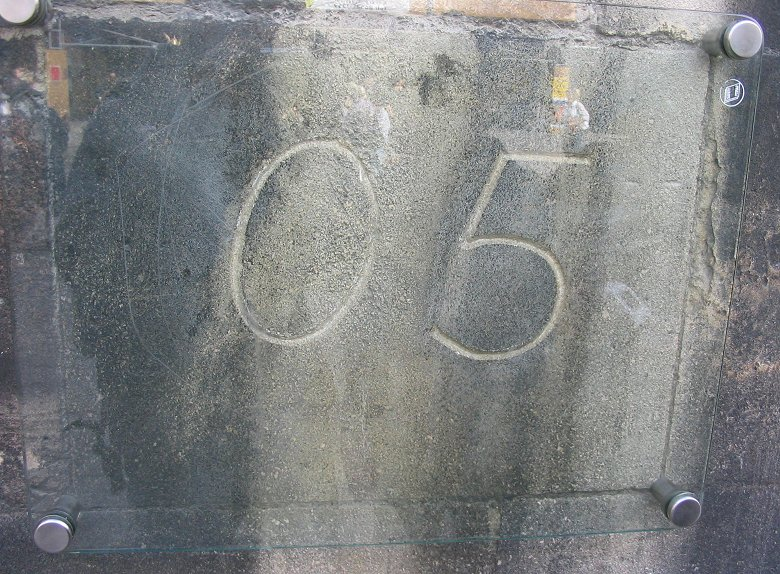
Sinal do movimento de resistência austríaco na Catedral de Santo Estêvão, Viena.

A resistência austríaca foi criada em resposta ao aumento do fascismo em toda a Europa e, mais especificamente, ao Anschluss em 1938 e à consequente ocupação da Áustria pela Alemanha.
Estima-se que 100.000 pessoas tenham participado dessa resistência, com milhares posteriormente presos ou executados por suas atividades antinazistas. O principal símbolo da resistência austríaca era "O5", em que "O" indica a primeira letra da abreviatura de "Österreich" (OE), com o "5" indicando a quinta letra do alfabeto alemão (E). Este sinal pode ser visto na Catedral de Santo Estêvão em Viena.
As Declarações de Moscou de 1943 estabeleceram uma estrutura para o estabelecimento de uma Áustria livre após a vitória sobre a Alemanha nazista. Afirmou que "a Áustria é lembrada, no entanto, que ela tem uma responsabilidade, da qual não pode fugir, pela participação na guerra ao lado da Alemanha hitlerista, e que no acordo final será inevitavelmente levado em consideração sua própria contribuição para sua libertação".